# Agnello d'Alpago
La pecora alpagota o agnello d'Alpago è una razza ovina di taglia medio-piccola, autoctona della regione dell'Alpago, che interessa i comuni di Chies d'Alpago, Pieve d'Alpago, Tambre, Farra d'Alpago e Puos d'Alpago. La regione Veneto ha ottenuto dal Ministero il riconoscimento sotto la denominazione di Pecora alpagota. L'agnello è invece protagonista di un presidio di Slow Food.
La pecora alpagota è una razza autoctona di taglia medio-piccola, priva di corna e con orecchie minute. Ha un profilo montonino, una curiosa maculatura scura sulla testa e sulla parte inferiore degli arti ed è ricoperta interamente da un mantello folto, fine e ondulato; è una razza rustica, adatta all'ambiente alpino, ma altrettanto idonea all'allevamento in stalla. Considerata ovino a triplice attitudine, cioè valida sia per la carne che per la produzione di latte e di lana, oggi l'alpagota è allevata quasi esclusivamente per l'ottima carne. 

## Uso in cucina
L'agnello d'Alpago, macellato quando arriva a 5-6 mesi di vita, ha una carne tenerissima, con un giusto equilibrio fra grasso e magro e sensazioni di erbe aromatiche. Gli agnelli migliori sono quelli macellati a 55, 65 giorni dalla nascita e con un peso da vivi di 15, 25 chilogrammi.